# Бек, Карл
Карл Исидор Бек (нем. Karl Isidor Beck; 1 мая 1817, Бая — 10 апреля 1879, Вена) — австрийский поэт венгерского происхождения, принадлежавший к школе Грюна и Линдау[уточнить].

## Биография
Родился в семье еврейского купца, которая вскоре после его рождения переехала в Пешт. Учился в Пеште, затем Вене, где окончил медицинский факультет. После завершения образования вернулся в Пешт, чтобы работать вместе с отцом.
В 1835 году отправился в Лейпциг изучать философию и тогда же стал близок к движению «Молодая Германия». В 1843 году перешёл в протестантство. Жил в Берлине с 1844 года до начала революции 1848 года, а затем переехал в Вену, где был редактором издания Pester Lloyd.
Ещё будучи студентом, выпустил в 1838 году сборник стихотворений 'Nächte, gepanzerte Lieder', отличавшийся большой напыщенностью, который сразу доставил ему имя в литературе; критики находили в его стихах, посвящённых венгерской жизни, «страстный венгерский характер». В 1856 году Бек редактировал в Пеште беллетристический журнал 'Frische Quellen'. Самое известное его произведение — роман в стихах 'Janko, der ungar. Rosshirt' (1840, 3-е издание — 1870), содержавший множество сцен из жизни венгерского народа, в котором критики отмечали его поэтический талант.
Он написал также 'Gesammelte Gedichte' (Берлин, 9-е издание, 1869); 'Saul' (трагедия, 1841; не была поставлена на сцене); 'Lieder vom armen Manne' (Лейпциг, 1846, 4-е издание — 1861), в которых можно найти протест против социальной несправедливости; 'Mater dolorosa' (роман, 2-е издание, 1854); 'Jadwiga' (историческая повесть в стихах, Лейпциг, 1863) и другие. Умер в Веринге (ныне — в составе Вены).

## Переводы на русский язык
Золотое сечение. М.: Радуга, 1988. С. 132-133.